# Estadio SV Vesta
El SV Vesta Stadion es un estadio de fútbol ubicado en el municipio de Santa Maria, Willemstad, Curazao. También se conoce como "Stadion di Santa Maria" y su equipo local es el S.V. V.E.S.T.A.. El complejo deportivo cuenta con una capacidad de 2.000 espectadores.